# Sylvain Wiltord
Sylvain Wiltord (n. 10 mai 1974) este un fost fotbalist francez care evolua ca extremă.
În cariera sa el a jucat patru sezoane la Arsenal, cu care a câștigat de două ori Premier League și de două ori FA Cup, de asemenea a devenit campion de trei ori consecutiv în Ligue 1 cu Olympique Lyon.
La echipa națională de fotbal a Franței, Wiltord a adunat 92 de selecții și a marcat 26 de goluri. El a mai jucat la Olimpiada din 1996, la două Campionate Mondiale (2002, 2006) și la două Europene (2000, 2004). Wiltord a făcut parte din echipele Franței care a câștigat Euro 2000 și a ajuns în finala Campionatului Mondial de Fotbal 2006.

## Statistici

### Club
|         |                     |                | Campionat | Campionat | Cupă            | Cupă            | Cupa Ligii        | Cupa Ligii        | Continental | Continental | Total   | Total  |
| Sezon   | Club                | Campionat      | Meciuri   | Goluri    | Meciuri         | Goluri          | Meciuri           | Goluri            | Meciuri     | Goluri      | Meciuri | Goluri |
| France  | France              | France         | League    | League    | Coupe de France | Coupe de France | Coupe de la Ligue | Coupe de la Ligue | Europe      | Europe      | Total   | Total  |
| ------- | ------------------- | -------------- | --------- | --------- | --------------- | --------------- | ----------------- | ----------------- | ----------- | ----------- | ------- | ------ |
| 1992/93 | Stade Rennais       | Division 2     | 2         | 0         |                 |                 |                   |                   |             |             |         |        |
| 1993/94 | Stade Rennais       | Division 2     | 26        | 8         |                 |                 |                   |                   |             |             |         |        |
| 1994/95 | Stade Rennais       | Division 1     | 26        | 5         |                 |                 |                   |                   |             |             |         |        |
| 1995/96 | Stade Rennais       | Division 1     | 37        | 15        |                 |                 |                   |                   |             |             |         |        |
| 1996/97 | Stade Rennais       | Division 1     | 35        | 3         |                 |                 |                   |                   |             |             |         |        |
| 1997/98 | Girondins Bordeaux  | Division 1     | 34        | 11        |                 |                 |                   |                   |             |             |         |        |
| 1998/99 | Girondins Bordeaux  | Division 1     | 33        | 22        |                 |                 |                   |                   |             |             |         |        |
| 1999/00 | Girondins Bordeaux  | Division 1     | 32        | 13        |                 |                 |                   |                   | 12          | 4           |         |        |
| England | England             | England        | League    | League    | FA Cup          | FA Cup          | League Cup        | League Cup        | Europe      | Europe      | Total   | Total  |
| 2000/01 | Arsenal             | Premier League | 27        | 8         | 6               | 6               | 1                 | 0                 | 13          | 1           | 47      | 15     |
| 2001/02 | Arsenal             | Premier League | 33        | 10        | 7               | 2               | 3                 | 4                 | 11          | 1           | 54      | 17     |
| 2002/03 | Arsenal             | Premier League | 34        | 10        | 7               | 2               | 0                 | 0                 | 12          | 1           | 53      | 13     |
| 2003/04 | Arsenal             | Premier League | 12        | 3         | 0               | 0               | 3                 | 1                 | 4           | 0           | 19      | 4      |
| France  | France              | France         | League    | League    | Coupe de France | Coupe de France | Coupe de la Ligue | Coupe de la Ligue | Europe      | Europe      | Total   | Total  |
| 2004/05 | Olympique Lyonnais  | Ligue 1        | 25        | 3         | 0               | 0               | 0                 | 0                 | 8           | 6           | 31      | 9      |
| 2005/06 | Olympique Lyonnais  | Ligue 1        | 35        | 12        | 0               | 0               | 0                 | 0                 | 10          | 2           | 45      | 14     |
| 2006/07 | Olympique Lyonnais  | Ligue 1        | 22        | 5         | 0               | 0               | 0                 | 0                 | 6           | 0           | 28      | 5      |
| 2007/08 | Stade Rennais       | Ligue 1        | 25        | 6         | 0               | 0               | 0                 | 0                 | 4           | 0           | 29      | 6      |
| 2008/09 | Stade Rennais       | Ligue 1        | 6         | 0         | 0               | 0               | 1                 | 1                 | 2           | 0           | 9       | 1      |
| 2008/09 | Olympique Marseille | Ligue 1        | 13        | 1         | 1               | 0               | 0                 | 0                 | 0           | 0           | 14      | 1      |
| 2009/10 | Metz                | Ligue 2        | 15        | 3         |                 |                 |                   |                   |             |             |         |        |
| Country | France              | France         | 366       | 107       |                 |                 |                   |                   |             |             |         |        |
| Country | England             | England        | 104       | 32        | 20              | 10              | 7                 | 5                 | 40          | 3           |         |        |
| Total   | Total               | Total          | 470       | 139       |                 |                 |                   |                   |             |             |         |        |

### Națională
| Franța | Franța  | Franța |
| An     | Meciuri | Goluri |
| ------ | ------- | ------ |
| 1999   | 8       | 2      |
| 2000   | 14      | 6      |
| 2001   | 13      | 4      |
| 2002   | 11      | 3      |
| 2003   | 13      | 5      |
| 2004   | 8       | 3      |
| 2005   | 9       | 1      |
| 2006   | 16      | 2      |
| Total  | 92      | 26     |

### Goluri internaționale
| #   | Data              | Stadion                                     | Oponent       | Scor  | Rezultat | Competiția                                             |
| --- | ----------------- | ------------------------------------------- | ------------- | ----- | -------- | ------------------------------------------------------ |
| 1.  | 31 martie 1999    | Stade de France, Saint-Denis, Franța        | Armenia       | 1 – 0 | 2 – 0    | Preliminariile Campionatului European de Fotbal 2000   |
| 2.  | 5 iunie 1999      | Stade de France, Saint-Denis, Franța        | Rusia         | 2 – 1 | 2 – 3    | Preliminariile Campionatului European de Fotbal 2000   |
| 3.  | 29 martie 2000    | Hampden Park, Glasgow, Scoția               | Scoția        | 0 – 1 | 0 – 2    | Meci amical                                            |
| 4.  | 6 iunie 2000      | Stade Mohamed V, Casablanca, Maroc          | Maroc         | 1 – 5 | 1 – 5    | 2000 King Hassan II International Cup Tournament       |
| 5.  | 11 iunie 2000     | Jan Breydel Stadium, Bruges, Belgia         | Danemarca     | 3 – 0 | 3 – 0    | UEFA Euro 2000                                         |
| 6.  | 2 iulie 2000      | Feijenoord Stadion, Rotterdam, Netherlands  | Italia        | 1 – 1 | 2 – 1    | UEFA Euro 2000                                         |
| 7.  | 4 octombrie 2000  | Stade de France, Saint-Denis, Franța        | Camerun       | 1 – 0 | 1 – 1    | Meci amical                                            |
| 8.  | 15 noiembrie 2000 | BJK İnönü Stadium, Istanbul, Turkey         | Turcia        | 0 – 2 | 0 – 4    | Meci amical                                            |
| 9.  | 24 martie 2001    | Stade de France, Saint-Denis, Franța        | Japonia       | 3 – 0 | 5 – 0    | Meci amical                                            |
| 10. | 25 aprilie 2001   | Stade de France, Saint-Denis, Franța        | Portugalia    | 1 – 0 | 4 – 0    | Meci amical                                            |
| 11. | 30 mai 2001       | Daegu World Cup Stadium, Daegu, South Korea | Coreea de Sud | 5 – 0 | 5 – 0    | Cupa Confederațiilor FIFA 2001                         |
| 12. | 3 iunie 2001      | Munsu Cup Stadium, Ulsan, South Korea       | Mexic         | 1 – 0 | 4 – 0    | Cupa Confederațiilor FIFA 2001                         |
| 13. | 7 septembrie 2002 | GSP Stadium, Nicosia, Cyprus                | Cipru         | 1 – 2 | 1 – 2    | Preliminariile Campionatului European de Fotbal 2004   |
| 14. | 12 octombrie 2002 | Stade de France, Saint-Denis, Franța        | Slovenia      | 4 – 0 | 5 – 0    | Preliminariile Campionatului European de Fotbal 2004   |
| 15. | 16 octombrie 2002 | Ta' Qali Stadium, Ta' Qali, Malta           | Malta         | 0 – 3 | 0 – 4    | Preliminariile Campionatului European de Fotbal 2004   |
| 16. | 29 martie 2003    | Stade Félix-Bollaert, Lens, Franța          | Malta         | 1 – 0 | 6 – 0    | Preliminariile Campionatului European de Fotbal 2004   |
| 17. | 26 iunie 2003     | Stade de France, Saint-Denis, Franța        | Turcia        | 3 – 1 | 3 – 2    | Cupa Confederațiilor FIFA 2003                         |
| 18. | 20 august 2003    | Stade de Genève, Genève, Switzerland        | Elveția       | 0 – 1 | 0 – 2    | Meci amical                                            |
| 19. | 6 septembrie 2003 | Stade de France, Saint-Denis, Franța        | Cipru         | 2 – 0 | 5 – 0    | Preliminariile Campionatului European de Fotbal 2004   |
| 20. | 6 septembrie 2003 | Stade de France, Saint-Denis, Franța        | Cipru         | 3 – 0 | 5 – 0    | Preliminariile Campionatului European de Fotbal 2004   |
| 21. | 28 mai 2004       | Stade de la Mosson, Montpellier, Franța     | Andorra       | 1 – 0 | 4 – 0    | Meci amical                                            |
| 22. | 28 mai 2004       | Stade de la Mosson, Montpellier, Franța     | Andorra       | 2 – 0 | 4 – 0    | Meci amical                                            |
| 23. | 13 octombrie 2004 | GSP Stadium, Nicosia, Cyprus                | Cipru         | 0 – 1 | 0 – 2    | Calificările pentru Campionatul Mondial de Fotbal 2006 |
| 24. | 12 octombrie 2005 | Stade de France, Saint-Denis, Franța        | Cipru         | 2 – 0 | 4 – 0    | Calificările pentru Campionatul Mondial de Fotbal 2006 |
| 25. | 1 martie 2006     | Stade de France, Saint-Denis, Franța        | Slovacia      | 1 – 1 | 1 – 2    | Meci amical                                            |
| 26. | 25 aprilie 2006   | Stade Félix-Bollaert, Lens, Franța          | Danemarca     | 2 – 0 | 2 – 0    | Meci amical                                            |

## Palmares
Girondins de Bordeaux
- Ligue 1 (1): 1998-99

Arsenal
- FA Premier League (2): 2001/02, 2003/04

Finalist (2): 2000/01, 2002/03
- FA Cup (2): 2002, 2003

Finalist (1): 2001
- FA Community Shield (1): 2002

Finalist (1): 2003
Olympique Lyonnais
- Ligue 1 (3): 2004/05, 2005/06, 2006/07

 Franța
- Campionatul European de Fotbal (1): 2000
- Cupa Confederațiilor FIFA (2): 2001, 2003
- Campionatul Mondial de Fotbal

Finalist (1): 2006

### Individual
- Ligue 1 Top Scorer (1): 1998–99 (22 goals with Bordeaux)
- French Footballer of the Year (1): 1999
- Cupa Confederațiilor FIFA Golgheter (1): 2001
- Premier League Goal of the Month (1): august 2002
- Premier League Player of the Month (1): august 2002